# Caravaggio (film)
Caravaggio è un film del 1986 diretto da Derek Jarman.

## Trama
Porto Ercole, 1610. Michelangelo Merisi detto il Caravaggio, sorvegliato dal giovane servo muto Jerusalem, è agonizzante per la malaria su un letto, terreo e col volto ricoperto di cicatrici. Nell'agonia rivive le tappe fondamentali della sua vita: l'"acquisto" di Jerusalem, ancora bambino, dalla sua famiglia; l'arrivo a Roma, dove dipinge per strada e vende i suoi quadri, prostituendosi occasionalmente.
Malato, riceve in ospedale la visita del cardinale Francesco Maria Del Monte, che lo prende sotto la sua protezione, e grazie al quale riceve la sua prima commissione importante: il Martirio di san Matteo. Per il ruolo del carnefice, ingaggia come modello il giovane Ranuccio, conosciuto in una taverna durante un combattimento organizzato: bello e affascinante, egli è fidanzato con Lena, una prostituta. Anch'ella, ben presto, incomincia a posare per il pittore, e si stabilisce così una relazione a tre.
Nel frattempo, passando da un successo (e uno scandalo) all'altro, tra taverne, palazzi e corti, Caravaggio conosce Vincenzo Giustiniani, mediante il quale avrà altre commissioni importanti e sarà ricevuto direttamente dalla corte papale. È proprio durante una festa in Vaticano che Lena seduce il potente cardinale Scipione Borghese, nipote del papa; durante una seduta di posa, rivela di essere incinta di lui, e che ha intenzione di lasciare Ranuccio e il pittore.
Lena pochi giorni dopo sarà ritrovata annegata nel Tevere, e dell'assassinio sarà incolpato ed arrestato Ranuccio. Caravaggio, addolorato, prima adopera il cadavere della ragazza per il quadro Morte della Vergine , poi, mediante l'esecuzione di uno stupendo ritratto del papa, riesce a liberare l'amico. Non appena questi è scarcerato, rivela al pittore di aver ucciso Lena per amor suo. Caravaggio lo pugnala (storia romanzata ma non reale visto che l'omicidio avviene dopo un fallo subito giocando a pallacorda, probabilmente per debiti di gioco dello stesso Merisi).
Il film si chiude con la morte e le esequie del pittore.

## Distribuzione
Il film venne presentato al Festival di Berlino International Film Festival nel febbraio del 1986, e uscì nelle sale americane il 29 agosto dello stesso anno. In Italia uscirà il 5 giugno dell'anno dopo, distribuito da Mikado.
È stato trasmesso in prima visione su Rete 4 alle 22:45 di martedì 6 marzo 1990.
Caravaggio è uscito in VHS nel maggio del 1989, su distribuzione Durium Home Video.

## Altre versioni
Un'altra versione della vicenda di Caravaggio è stata proposta nel 1941, Caravaggio, il pittore maledetto, con Amedeo Nazzari nel ruolo del protagonista. Una versione televisiva è stata realizzata in forma di sceneggiato televisivo nel 1967, Caravaggio, con Gian Maria Volonté.

## Riconoscimenti
- Festival di Berlino 1986: C.I.D.A.L.C. Award (Derek Jarman)
- Festival di Berlino 1986: Orso d'Argento (Derek Jarman)
- Nomination al Festival di Berlino 1986: Orso d'Oro (Derek Jarman)
- Istanbul International Film Festival 1987: Premio Speciale della Giuria (Derek Jarman)

Nel 1999 il British Film Institute l'ha inserito al 93º posto della lista dei migliori cento film britannici del XX secolo.